# العلاقات الإسرائيلية القبرصية
العلاقات الإسرائيلية القبرصية هي العلاقات الخارجية بين إسرائيل وقبرص.

## العلاقات الاقتصادية

### الطاقة والغاز
في الفترة من 17-30 أغسطس 2010، أرسل المسح الجيولوجي الإسرائيلي باستخدام سفينة الاستكشاف نوتيلس، الأمريكية المتمركزة في يالي‌كڤك، تركيا، وذات المركبات الروبوتية الثلاث لأخذ عينات أبحاث من جبل إراتوستينس. 
الهدف من المشروع كما يقول د. جون هال من المسح الجيولوجي الإسرائيلي هو استخدام ارسالي سونار كبير متعدد الآشعة لمسح كل الأغراض في المياه «الإسرائيلية». وذلك لأغراض مختلفة منها تقييم احتياطات الغاز والنفط.
وفي أواخر ديسمبر من العام نفسه، وقعت قبرص وإسرائيل اتفقتا علي التعاون والتنسيق في التنقيب عن النفط والغاز الطبيعي واستخراجهما في المناطق الاقتصادية المشتركة التي تجمعهما في شرق المتوسط. في الوقت الذي أكدت فيه الخارجية المصرية أنها تتابع هذه القضية بـاهتمام كبير، مما يعكس قلق القاهرة تجاه هذا الاتفاق.
ونقلت الشبكة عن بيان الخارجية المصرية قوله: «تقوم القاهرة حاليا بالدراسة الفنية والقانونية اللازمة للتأكد من عدم مساس الاتفاق الموقع بين قبرص وإسرائيل بالمنطقة الاقتصادية الخالصة لمصر في البحر المتوسط.» واكدت الشبكة ان الخارجية التركية استدعت في وقت سابق السفير الإسرائيلي لديها جابي ليفي، وأبلغته استياء أنقرة الشديد من الاتفاقية التي وقعتها إسرائيل مؤخراً مع قبرص، مؤكدة أنه يمس بالمفاوضات الجارية لتوحيد شطريِ قبرص.
وكشفت الإذاعة الإسرائيلية ان إسرائيل أطلعت تركيا علي سير المفاوضات مع قبرص وتقدمها، رغم أنها كانت تهدف إلي ضمان الحقوق الاقتصادية لإسرائيل في منطقة شرق البحر المتوسط. ونقلت الإذاعة عن مسئول إسرائيلي رفض بلاده لأي تحفظ تركي علي اتفاق ترسيم الحدود البحرية الاقتصادية بين الدولة العبرية وقبرص، وكذلك رفضها لاي مطالب تركية بشأن الاتفاق. وأكدت أن الاتفاق تم توقيعه بعد مفاوضات استمرت شهوراً، وليس لأي دولة الحق في الاعتراض عليه. وأشار مصدر سياسي إسرائيلي آخر إلي أن الحدود البحرية بين تركيا وقبرص تمر إلي الشمال من جزيرة قبرص، بينما تمر الحدود البحرية بين إسرائيل وقبرص إلي الجنوب منها وليست هناك أي علاقة بين المنطقتين، حسب مزاعمه. ونقلت الإذاعة الإسرائيلية عن المصدر قوله: "إذا كانت تركيا تطالب بحقوق معينة بسبب احتلالها لشمال قبرص فإن ذلك ينطوي علي وقاحة لا مثيل لها في الساحة الدولية.
تدعي بعض المصادر الإستراتيجية أن خطوط أنابيب الغاز الجديدة أو كابلات الكهرباء الواصلة بين إسرائيل وقبرص، واليونان سوف تؤمن لاوروپا مصادر هائلة من الطاقة عن الطرق الحالية المارة عبر روسيا أو «الممر الجنوبي» عبر تركيا. الغاز أو الكهرباء المار عبر المتوسط سيتم نقله إلى اوروپا عن طريق كريت وبيلوبونيز جنوب اليونان.
في 15 أغسطس 2012 عقد الرئيس الإسرائيلي پـِرِس اتفاقاً مع الحكومة اليونانية لعقد قمة إسرائيلية-قبرصية-يونانية في سبتمبر 2012 لتصدير الغاز الإسرائيلي.
في 26 يونيو 2013 وقعت قبرص مذكرة تفاهم مع مجموعة إسرائيلية-أمريكي لبناء مصنع للغاز المسال بهدف استثمار الموارد الموجودة قبالة الساحل القبرصي تجارياً.
وهذا الاتفاق الموقع بين قبرص وشركات نوبل إنرجي الأمريكية ودلـِك دريلينگ وأڤنر اويل إكسلپريشن]] الإسرائيليتين، ينص على بناء مصنع لتسييل الغاز الطبيعي في فاسيليكو قرب مدينة ليماسول الساحلية جنوب الجزيرة المتوسطية. وتستحوذ نوبل على 70% من هذه المجموعة فيما تملك شريكتاها الإسرائيليتان 15% لكل منهما.
وقال وزير الطاقة والتجارة القبرصي جورج لاكوتريبيس أن المصنع يمثل «البنية التحتية الضرورية والاساسية التي ستسمح بتصدير الغاز الطبيعي باتجاه الأسواق الاوروپية والعالمية». وتأمل قبرص التي تعاني أأزمة اقتصادية وتنفذ خطة انقاذ اوروپية لمصارفها المتعثرة، في ان تسهم كميات الغاز الموجودة قبالة سواحلها في تعزيز مواردها المالية المتدهورة في الفترة الأخيرة وتعول على البدء بصادراتها في هذا المجال بحلول 2020.
في مطلع يونيو، بدأت شركة نوبل الأمريكية عمليات البحث قبالة سواحل الجزيرة لمعرفة ما إذا كانت آبار الغاز غير المستكشفة صالحة للتسويق تجارياً. وبحسب عملية مسح أولية تم إجراؤها في 2011، فإن بلوك 12 يمكن أن يحوي ما بين 5 آلاف إلى 8 آلاف مليار قدم مكعب من الغاز (ما بين 142 مليار و227 مليار متر مكعب)، بحسب الشركة الأمريكية التي تتخذ من هيوستن مقراً لها. وأصدرت الحكومة القبرصية رخص استكشاف بعد اكتشاف كميات شركات إسرائيلية آبار غاز كبيرة في البحر عام 2010. وتعتزم إسرائيل تصدير حوالى 40% من انتاجها من الغاز وترى في قبرص معبراً مثالياً نحو الأسواق الاوروپية.
وأكد رئيس شركة نوبل إنرجي جون توميتش أن توقيع الاتفاق يمثل مرحلة مهمة في التعاون بين قبرص وشركائها في الاستغلال الكامل لمواردها من الغاز الطبيعي في بلوك 12.
في 14 أبريل 2015، قام وزير الخارجية الإسرائيلي أڤيگدور ليبرمان بزيارة خاصة إلى قبرص التقى خلالها بالرئيس القبرصي نیکوس أنستاسیادس، حيث ناقشا التعاون في مجال الطاقة، العلاقات الثنائية والقضايا الإقليمية.
في غضون أيام من زيارة ليبرلمان، سيقوم الرئيس القبرصي بزيارة إسرائيل لتوقيع معاهدات، ومنها تقاسم مكامن الغاز للبلوك 12 القبرصي الممتد في المياه الإسرائيلية والمصرية. الثلث الجنوبي من البلوك 12 هو الحاوي للغاز وكان ذلك الثلث مصرياً حتى فبراير 2003.

### ترسيم المنطقة
في 17 ديسمبر قامت الحكومة الإسرائيلية والقبرصية بعقد إتفاقية ترسيم المنطقة الاقتصادية الخالصة بين الدولتين.

### اتفاقيات
في 28 أبريل 2014 وقعت إسرائيل وقبرص اتفاقية لتبادل وحماية المعلومات السرية عن الهيدروكربون المكتشف في البلوك 12 بالمنطقة الاقتصادية الخاصة القبرصية وفي منطقة الترخيض البحرية المتاخمة إيشاي الواقعة في المنطقة الاقتصادية الخالصة الإسرائيلية.
وقع على الاتفاقية نائب وزير الخارجية القبرصي، السفير تاسوس تسيونيس والسفير الإسرائيلي في نيقوسيا ميخائيل هراري.
حسب البيان الرسمي، فالمحادثات التي أدت لتوقيع الاتفاقية عقدت بين فريقي التفاوض من الجانبين من نوفمبر 2013 حتى يناير 2014. المعلومات السرية سيتم تبادلها بغرض مساعدة كل من الحكومتين في تقييم مدى الهيدروكربونات المكتشفة في البلوكات البحرية الخاصة بهم.
الاتفاقية هي جزء من البعد الخارجي لسياسة الطاقة القبرصية، والتي في المجمل تعزز التعاون والمنفعة المتبادلة مع جميع بلدان شرق المتوسط، على حسب ما جاء في البيان.
في الوقت نفسه صرح وزير الطاقة القبرصي گيورگوس لاكوتريپيس أن الحكومة «متفائلة بحذر» حول الاكتشافات إضافية من النفط والغاز في المياه القبرصية.
في كلمة ألقاها في المؤتمر العالمي للتكنولوجيا البحرية ومعرض عقد في ليماسول، قال لاكوتريپيس أن الأنشطة الاستكشافية القبرصية ستستمر في 2014 بحفر بئر استكشافي واحد للغاز في البلوك 12، وربما بئر تقييمي آخر حقل أفروديت.
أضاف أن هناك أنشطة جارية أيضاً في خمس بلوكات مرخصة أخرى وأن أول حفر استكشافي كان متوقع أن يتم في الربع الثالث من 2014.

## العلاقات الثقافية والاجتماعية
في 11 أكتوبر 2014 نجح ستة سباحين إسرائيليين في تحقيق رقم قياسي بالسباحة من قبرص إلى إسرائيل قاطعين مسافة 380 كم، وهذه هي الحاولة الثانية خلال 2014.